# Piertinjaure
Piertinjaure är en sjö i Jokkmokks kommun i Lappland och ingår i Luleälvens huvudavrinningsområde. Sjön har en area på 2,84 kvadratkilometer och ligger 372 meter över havet. Sjön avvattnas av vattendraget Pärlälven.

## Delavrinningsområde
Piertinjaure ingår i det delavrinningsområde (739233-164466) som SMHI kallar för Utloppet av Piertinjaure. Medelhöjden är 393 meter över havet och ytan är 14,85 kvadratkilometer. Räknas de 62 avrinningsområdena uppströms in blir den ackumulerade arean 1 328,57 kvadratkilometer. Pärlälven som avvattnar avrinningsområdet har biflödesordning 3, vilket innebär att vattnet flödar genom totalt 3 vattendrag innan det når havet efter 235 kilometer. Avrinningsområdet består mestadels av skog (63 procent) och sankmarker (13 procent). Avrinningsområdet har 2,86 kvadratkilometer vattenytor vilket ger det en sjöprocent på 19,2 procent.